# Port lotniczy Tamszikit
Port lotniczy Tamszikit (IATA: THT, ICAO: GQNT) – port lotniczy położony w Tamszikit, w regionie Haud al-Gharbi, w Mauretanii.